# Hope for African Children Initiative
Die Hope for African Children Initiative (HOCI), deutsch: Initiative Hoffnung für afrikanische Kinder, ist eine afrikaübergreifende Initiative mit Sitz in Nairobi, um Kindern zu helfen, deren Eltern schon aufgrund von AIDS gestorben oder an HIV erkrankt sind.
International besteht diese Initiative seit ihrer Gründung aus den humanitären Hilfsorganisationen Care, Plan International, Save the Children, Society for Women and AIDS in Africa (Gesellschaft für Frauen und Aids in Afrika), World Conference on Religion and Peace (Religionen für Frieden) und World Vision. Nachträglich ist noch Network of African People Living with HIV/AIDS dazu gekommen.
Die Initiative konzentriert sich auf dreizehn Länder: Äthiopien, Ghana, Kenia, Kamerun, Demokratische Republik Kongo, Malawi, Mali, Mosambik, Namibia, Senegal, Tansania, Uganda und Sambia. Dort ist sie tätig damit, die Kapazitäten auszubauen, medizinische, schulische und Ernährungshilfe zu leisten, lokale Initiativen zu unterstützen, medizinische Grundversorgung zu leisten und Ähnliches.
HACI gehört zum Inter-Agency Task Team on Orphans and other Vulnerable Children von UNICEF.

## Werke
- Hugh Allan: Economic Strengthening / Livelihood Tools and Literature Reviev (PDF; 1,2 MB) 2005 (Archivlink (Memento vom 23. August 2010 auf WebCite))